# From the Depth
I From the Depth sono un gruppo musicale power metal italiano, fondato nel 2008 a Parma. Il loro stile musicale mescola il power metal di scuola scandinava con influenze heavy metal.

## Storia del gruppo
Nati ufficialmente alla fine del 2008 a Parma, sono inizialmente composti dal cantante Raffaele "Raffo" Albanese, da Alessandro Cattani e Nicola Solzi alle chitarre, Alessandro Karabelas al basso, Davide Castro alle tastiere e inizialmente Luigi Ruccolo alla batteria poi sostituito nel 2009 da Cristiano Battini; sempre nello stesso anno anche Nicola Solzi lascia il gruppo.
Il gruppo raggiunta la stabilità inizia immediatamente una intensa attività live nella scena underground nazionale e nel 2010 realizza il loro primo EP The Will to Be the Flame registrato sotto la supervisione di Giulio Capone.
Nell’ottobre 2010 il gruppo firma un contratto discografico con la britannica Rising Records per la realizzazione  e la distribuzione a livello mondiale del loro primo album, Back to Life pubblicato nel novembre 2011 e supportato da una intensa attività live nazionale ed internazionale e partecipando ad importanti festival come Metal Camp nel 2012 e successivamente al Metal Days nel 2013 e 2014 sempre a Tolmino.
Nel 2013 iniziano le fasi di preproduzione e registrazione del secondo album intitolato Moments.
Nel 2014 il bassista Alessandro Karabelas lascia il gruppo e viene sostituito da Santo Clemenzi; dopo pochi mesi viene pubblicato l'EP Perseverance con la partecipazione speciale di Apollo Papathanasio nella versione acustica di Nothing to You; nello stesso periodo il tastierista Davide Castro lascia il gruppo rimanendo però coinvolto in studio nelle fasi di composizione e produzione di Moments. Nell'estate dello stesso anno partecipano nuovamente al festival sloveno Metal Days ma con lo spagnolo Albert Orozco Pedrero alle tastiere; successivamente Oreste Giacomini diventa il nuovo tastierista per l'attività live.
Nel 2015 il batterista Cristiano Battini lascia il gruppo e viene sostituito da Emiliano Paola, nello stesso periodo Oreste Giacomini entra ufficialmente a far parte del gruppo, con una nuova stabilità il gruppo riprende l'attività live in tutta Italia.
Nel 2017 il chitarrista Gianpiero Milione entra a far parte del gruppo, nello stesso anno Cristiano Battini ritorna alla batteria al posto di Emiliano Paola e sempre nello stesso anno il chitarrista Alessandro Cattani lascia il gruppo.
Nel 2018 ci sono nuovamente cambi: Oreste Giacomini lascia il gruppo mentre il chitarrista Simone Martinelli entra in formazione.
Nel 2020 firmano un contratto con l'italiana Rockshots Records e dopo 7 anni viene finalmente pubblicato Moments, l'album vede la partecipazione di Alessandro Cattani alle chitarre, Davide Castro, Oreste Giacomini e Andrea De Paoli alle tastiere e tra gli altri Roberto Tiranti e Giacomo Voli ai cori.
Nel 2021 in occasione dei 10 anni dalla pubblicazione, viene ristampata una nuova versione remixata e rimasterizzata del disco di esordio Back to Life contenente 2 bonus track; sempre nel 2021 il gruppo pubblica l'EP Nights of Summer Side in formato 33 giri e con una tiratura limitata di 50 copie.

## Formazione
Attuale
- Raffaele "Raffo" Albanese – voce (2008–presente)
- Gianpiero Milione – chitarra, cori  (2017–presente)
- Eddie Thespot – chitarra, cori  (2022–presente)
- Santo Clemenzi – basso, cori (2014–presente)
- Cristiano Battini – batteria (2009–2015, 2017–presente)

Ex-componenti
- Simone Martinelli – chitarra  (2018–2022)
- Alessandro Cattani - chitarra (2008–2018)
- Davide Castro - tastiera (2008–2015)
- Oreste Giacomini – tastiera (2015–2018)
- Emiliano Paola – batteria (2015–2017)
- Alessandro Karabelas – basso, cori (2008–2014)
- Luigi Ruccolo – batteria(2008–2009)
- Nicola Solzi – chitarra (2008–2009)

## Discografia

### Album in studio
- 2011 – Back to Life
- 2020 – Moments

### EP
- 2010 - The Will to Be the Flame
- 2014 - Perseverance
- 2021 - Nights of Summer Side